# Joner (diktsamling)
Joner är en diktsamling av Katarina Frostenson utgiven 1991.
Samlingen består av de tre sviterna Negativ tindra, Jungfrun skär; ljudkällan och Minnesstaden. I Jungfrun skär; ljudkällan (variation), som är inspirerad av den medeltida balladen Jungfrun i hindhamn, sammanflätas motiven från balladen om Herr Peder som jagar en hind i skogen men som skjuter sin älskade med myten om Aktaion och Artemis. Denna svit ses som en höjdpunkt i Frostensons lyriska författarskap.
Sviten Minnesstaden innehåller några texter som är inspirerade, eller "framkallade" som författaren skriver i efterordet, av konstverk av målarna Jan Håfström och Håkan Rehnberg och skulptören Katarina Norling.